# SchnappSchuss – De Krimi op Platt
SchnappSchuss – De Krimi op Platt ist eine mehrteilige Hörspielreihe, die vom Norddeutschen Rundfunk und Radio Bremen produziert und zwischen 2002 und 2010 in zwölf Folgen ausgestrahlt wurde.

## Inhalt
Im Mittelpunkt steht der gelernte Fotograf Lüder Andersen, dessen Arbeitsgebiete Architektur und Landschaften sind. Bei seinen Aufträgen, die ihn durch alle fünf norddeutschen Bundesländer führen, wird er regelmäßig in Kriminalfälle unterschiedlicher Art verwickelt. Ihm zur Seite steht seine Ex-Frau Marianne Kock, die gerne etwas genauer hinschaut, wenn Lüders Interesse an einem „Fall“ erlahmen sollte.

## Sonstiges
Ähnlich wie in der Fernsehreihe Tatort, wechselten von Folge zu Folge die Bundesländer Bremen, Hamburg, Mecklenburg-Vorpommern, Niedersachsen und Schleswig-Holstein, in denen Andersen unterwegs ist. Ziel war es, den Hörer mit den verschiedenen Arten der plattdeutschen Sprache vertraut zu machen, wenn auch überwiegend ein Plattdeutsch gesprochen wurde, das alle Sprecher beherrschten. Ab Folge 8 spielten die Geschichten allerdings nur noch in Schleswig-Holstein, einzige Ausnahme bildete die Folge Videos, in der Lüder Urlaub am baden-württembergischen Kaiserstuhl macht, der Heimat von Hugo Rendler, des Autors dieser Folge.
Neben verschiedenen Regisseuren hatte die Serie auch mehrere geistige Väter. Die einzelnen Folgen wurden in unregelmäßigen Abständen gesendet und hatten unterschiedliche Längen. Folge 1, Graww in de Dannen, wurde 2003 mit dem Zonser Hörspielpreis ausgezeichnet.

## Episodenliste
| Folge | Erstsendung        | Titel                   | Bundesland             | Autor             | Regie           | Sprecher (Auswahl)                                                    |
| 1     | 16. November 2002  | Graww in de Dannen      | Mecklenburg-Vorpommern | Manfred Brümmer   | Hans Helge Ott  | Eberhard Bremer, Joachim Puls, Hans-Jürgen Plust, Rudolf Korf         |
| 2     | 14. Dezember 2002  | Sylter Arvschop         | Schleswig-Holstein     | Erich R. Andersen | Frank Grupe     | Peter Nissen, Manfred Schrader, Rolf Petersen, Meike Meiners          |
| 3     | 11. Januar 2003    | Sun in the City         | Bremen                 | Frank Grupe       | Hans Helge Ott  | Ruth Bunkenburg, Bernd Poppe, Wolf Rahtjen, Heidi Jürgens             |
| 4     | 8. Februar 2003    | Tweemal leven           | Hamburg                | Frank Grupe       | Frank Grupe     | Uwe Friedrichsen, Rolf Nagel, Till Huster, Birte Kretschmer           |
| 5     | 8. März 2003       | Kühleborn spöökt wedder | Niedersachsen          | Snorre Björkson   | Georg Bühren    | Ansgar Schäfer, Angelika Obeling, Elisabeth Georges, Gisela Johannson |
| 6     | 14. März 2003      | Se seggen Fisch to em   | Mecklenburg-Vorpommern | Rudolf Kollhoff   | Hans Helge Ott  | Rolf Petersen, Anke Korf-Neumann, Manfred Brümmer, Beate Prahl        |
| 7     | 24. Januar 2004    | Leckspoor               | Hamburg                | Carl Groth        | Hans Helge Ott  | Robert Eder, Jens Scheiblich, Rolf Bohnsack, Jasper Vogt              |
| 8     | 3. April 2004      | De ole Villa            | Schleswig-Holstein     | Frank Grupe       | Hans Helge Ott  | Peter Kaempfe, Ursula Hinrichs, Jasper Vogt, Svenja Pages             |
| 9     | 11. November 2006  | Watervagel-Trip         | Schleswig-Holstein     | Carl Groth        | Hans Helge Ott  | Klaus Dittmann, Dörte Juraschek, Benjamin Utzerath, Harald Maack      |
| 10    | 14. September 2007 | Videos                  | Baden-Württemberg      | Hugo Rendler      | Hans Helge Ott  | Ursula Hinrichs, Rolf Nagel, Heinz Meier, Beate Kiupel                |
| 11    | 24. Oktober 2009   | Halligstorm             | Schleswig-Holstein     | Frank Grupe       | Ilka Bartels    | Till Huster, Horst Arenthold, Birte Kretschmer, Erkki Hopf            |
| 12    | 3. Juli 2010       | DNA ut Oklahoma         | Schleswig-Holstein     | Carl Groth        | Wolfgang Seesko | Edgar Bessen, Rolf Becker, Jasper Vogt, Beate Kiupel                  |

## Veröffentlichungen
Die Folgen 2 bis 5 sind im Wachholtz Verlag als Hörbücher erschienen.